# Doksy (Česká Lípa-i járás)
Doksy település Csehországban, Česká Lípa-i járásban. Doksy Okna, Ralsko, Bělá pod Bezdězem, Provodín, Jestřebí, Chlum, Bezděz, Blatce, Dubá, Skalka u Doks, Luka, Březovice, Nosálov és Tachov településekkel határos. Lakosainak száma 5119 fő (2024. január 1.).

## Népesség
A település lakosságának változását az alábbi diagram mutatja:
| Lakosok száma | 3934 | 3124 | 3194 | 4707 | 5468 | 5172 | 5190 | 5206 | 5177 | 5119 |
|               | 1869 | 1900 | 1921 | 1961 | 1980 | 2012 | 2016 | 2019 | 2021 | 2024 |